# 思南话
思南话（本地發音：sɿ˥ nã˨˩ xuɒ˨˦），《貴州省志》中的“漢語方言志”中稱爲黔東北小片，在銅仁市內亦稱西五縣話，是中国贵州省东北部原思南府范围内的思南、务川、印江、沿河、德江五县境内的方言，屬汉语西南官话西蜀片岷赤小片，是贵州话中极具特色的方言之一。(老)思南话保留入声，有5个声调，词汇方面也独具特色，很多典型的說法連遵義、銅仁人都無法完全聽懂。由于思南境內也有大量西南官話黔北片的使用者，因此思南話僅指思南府範圍內的岷赤小片方言。

老派的思南話韻母體系與老派遵義話類似，但遵義話六（lue）落(lo)不混，思南話則相混(nʊʔ)，而且老派思南話入聲喉塞韻尾較明顯，遵義老派沒有。

过去的思南府方言的代表是思南县城话，但由于在1935年后思南不再作为地区级行政首府，現在各城區新派音都有入聲舒化，入聲韻類歸入舒聲韻等發音靠攏川黔片的趨勢，思南縣城的話反而比較不具有岷赤小片的特點。

## 音韵

### 老派

#### 声调
同其它的岷江话方言类似，思南话的调类总共有阴平、阳平、上声、去声、入声五类，且保留有入声韵尾，但已全部弱化为喉塞音[-ʔ]。思南话的声调值依次为阴平55、阳平21、上声42、去声24、入声2。入声在连读中常有23的变调。

#### 声母
思南话的声母与成都话相同，共有21个（包括零声母），思南话的声母如下表所示：
|        |        | 双唇  | 唇齿 | 齿后   | 齿龈  | 硬腭   | 软腭  |
| ------ | ------ | ----- | ---- | ------ | ----- | ------ | ----- |
| 塞音   | 不送气 | p 贝  |      |        | t 得  |        | k 古  |
| 塞音   | 送气   | pʰ 配 |      |        | tʰ 套 |        | kʰ 可 |
| 塞擦音 | 不送气 |       |      | ts 早  |       | tɕ 价  |       |
| 塞擦音 | 送气   |       |      | tsʰ 草 |       | tɕʰ 巧 |       |
| 鼻音   | 鼻音   | m 没  |      |        | n 路  | ȵ 耳   | ŋ 硬  |
| 擦音   | 清     |       | f 发 | s 漩   |       | ɕ 小   | x 好  |
| 擦音   | 浊     |       | v 五 | z 认   |       |        |       |
| 零声母 | 零声母 | 0 衣  | 0 衣 | 0 衣   | 0 衣  | 0 衣   | 0 衣  |

- 另外在思南府的一些地区，如沿河县的甘溪、毛田、夹石、大茶、五谷、蒲溪及德江县的下坪、稳坪、桶井、荆角、分水、杉树、长丰等乡镇，把很多中古流摄和個別深攝开口三等知组、庄组、章组字的声母读作ʨ,ɕ，韵母保留三等介音i[4]，例如：

1. 周=舟=州=洲=邹ʨiəu1
2. 肘=纣=昼=宙=皱=咒ʨiəu4
3. 抽ʨhiəu1
4. 绸=愁=酬=筹=踌=仇ʨhiəu2
5. 醜ʨiəu3
6. 收=飕=馊ɕiəu1
7. 手=首=守ɕiəu3
8. 受=瘦=售=授=兽ɕiəu4
9. 岑ʨhin2

流摄开口三等知组、庄组、章组字在上述乡镇的读音的不同，反映出了不同的历史层次。思南府方言开口三等知组、庄组、章组字原来就读ʨ，ɕ，只是其他受普通话影响演变快一些。这可以从姓氏“邹”思南府老派读ʨiəu，岑讀ʨhin得到证明。

#### 韵母
同其他岷江话方言类似，大部分入声字有自己的紧元音韵母和舒声达到对立。
|        | 舒声开尾 | 舒声开尾 | 舒声开尾 | 舒声开尾 | 舒声开尾 | 舒声元音尾 | 舒声元音尾 | 舒声元音尾 | 舒声鼻音（化）尾 | 舒声鼻音（化）尾 | 舒声鼻音（化）尾 | 舒声鼻音（化）尾 | 入声韵 | 入声韵 | 入声韵 | 入声韵 |
| ------ | -------- | -------- | -------- | -------- | -------- | ---------- | ---------- | ---------- | ---------------- | ---------------- | ---------------- | ---------------- | ------ | ------ | ------ | ------ |
| 开口呼 | ɿ 詞     | ɚ 儿     | ɒ 挂     | e 街     | o 鹅     | ɛi 蛇      | eu 包      | əu 走      | ã 烦             | en 樱            | ɑŋ 帮            | oŋ 贸            | eʔ 直  | æʔ 黑  | ʊʔ 说  | ɑʔ 夹  |
| 齐齿呼 | i 夜     |          | iɒ 牙    | ie 介    |          |            | ieu 标     | iəu 楼     | iĩ 简            | in 兵            | iɑŋ 量           |                  | iɪʔ 踢 | iæʔ 叶 |        | iɑʔ 甲 |
| 合口呼 | ɯ 矬     |          | uɒ 瓜    | ue 怪    |          | uɛi 桂     |            |            | uã 段            | uen 春           | uɑŋ 光           |                  | uəʔ 突 | uæʔ 国 |        | uɑʔ 刮 |
| 撮口呼 | y 鱼     |          |          |          |          |            |            |            | yĩ 元            | yn 运            |                  | yoŋ 蓉           | yɪʔ 欲 | yæʔ 月 | yʊʔ 约 |        |

### 新派
以下音系如非特地說明，皆以務川縣城都濡鎮話爲例。

#### 声调
新派各地聲調數目不一致，爲4~5調不等。最新派的思南、沿河縣城等地入聲調已經併入陽平，無法區分；務川、印江等地陽平入聲仍有區別，但已開始出現入聲併入陽平的情況。
四聲五調，如下表：

入声字在今务川话中，大部分仍念入声，极少数字在今务川话中念阴平（如：拉[la55]）、阳平（如：拔[pa21]）、上声（如：洒 [sa42]）、去声（如 ：嚼[ʨiau13]）。

#### 声母
聲母基本同老派，但出現了在自身體系內向普通話靠攏的趨勢。
主要變化有：
- 1. 見系聲母今讀改變。見系二等字幾乎皆模仿普通話發音顎化（如戒，老派[kai13]，新派[ʨiai13]或[ʨi13]），而見系通攝三等字又模仿普通話讀無介音的舌根音讀法（如龔，老派[ʨioŋ55]，新派[koŋ55]）。
  2. 疑母無論洪細皆脫落（如疑，老派[ni21]，新派[i21]；岸，老派[ŋan13]，新派[an13]）。

#### 韻母
新派韻母的發音有兩大特點：
- 1. 入聲韻普遍丟失喉塞音，沒有獨立的入聲韻類。
  2. ien合併入in，yen合併入yn（這點在印江沒有發生）。

|        | 舒声开尾 | 舒声开尾 | 舒声开尾 | 舒声开尾 | 舒声开尾 | 舒声元音尾 | 舒声元音尾 | 舒声元音尾 | 舒声元音尾 | 舒声鼻音尾 | 舒声鼻音尾 | 舒声鼻音尾 | 舒声鼻音尾 |
| ------ | -------- | -------- | -------- | -------- | -------- | ---------- | ---------- | ---------- | ---------- | ---------- | ---------- | ---------- | ---------- |
| 开口呼 | ɿ 日     | ɚ 兒     | ɒ 八     | æ 色     | o 河     | ai 蓋      | ɛi 蛇      | au 包      | əu 走      | an 烦      | ən 樱      | ɑŋ 帮      | oŋ 孔      |
| 齐齿呼 | i 夜     |          | iɒ 牙    |          | io 藥    | iai 介     |            | iau 小     | iəu 柳     |            | in 便      | iɑŋ 量     |            |
| 合口呼 | ɯ 出     |          | uɒ 瓜    | uæ 國    |          | uai 歪     | uɛi 內     |            |            | uan 專     | uən 孫     | uɑŋ 光     |            |
| 撮口呼 | y 鱼     |          |          | ya 月    |          |            |            |            |            |            | yn 元      |            | yoŋ 窮     |

### 兒化韻
舊思南府地區方言兒化韻豐富，甚至人名末字也可以兒化以表示小稱含義，這是其區別於東部四縣話的一大特徵。
以沿河話為例：
- ər類
  1. ɿ、ei、ən→ər，如:繃繃兒[pən pər]；
  2. i、in→iər，如：皮皮兒[pʰi pʰiər];
  3. uei、un→uər，如：雞腿兒[ʨi tʰuər ];
  4. y、yn→yər，如：洋芋兒[iɑŋ yər]
- or類
  1. u、o、əu、oŋ→or，如：梯步兒[tʰi por]
  2. io、iəu→ior，如：雀兒[ʨʰior]

- ar類
  1. ɒ、au、ɑŋ→ar，如：貓兒[mar]
  2. iɒ、iau、iɑŋ→iar，如：電影兒[ti(I)n iar]
  3. uɒ、uɑŋ→uar，如：耍兒[suar]

- ær類
  1. æ、ai、an→ær，如：枉得兒[uɑŋ tær]
  2. iæ、ien→iær，如：毽兒[ʨiær]
  3. uæ、uai、uan→uær，如：茶館兒[tsʰɒ kuær]
  4. yæ、yen→yær，如：服務員兒[fɯ vɯ yær]

### 白讀層次
由於思南府是貴州漢人居住歷史最久的地方（境內漢復縣設於東漢。漢墓規模為貴州境內最大，自秦漢開始便屬於華夏族為主體地區），土著漢人勢力比較強大，因此思南府在移民大運動的衝擊下仍能保持一定的白讀層次。

下面是一些例子：
- 咸山攝三分：思南府方言表面上僅是兩分，不分寒山與桓歡，實際上在雙唇音聲母后仍保持著大量區別，如：滿瞞漫mən，拌pən,盘(茶盘)pən；蠻mã。
- 歌豪同韻：包白读pɯ，瞟白读pɯ，瞄白读mɯ，锉白讀ʦɯ，蘿白讀lɯ。
- 日母白讀：日母止攝三等字在官話中變為兒化音ɚ，而思南府北部沿河等地仍有鼻音声母ȵiɑ的白读，如折耳根[ʦæʔ ȵiɑ kən]。
- 梗攝白讀：

更，白讀kã，如“半夜三更”

荣，白读iɑŋ ，如俗语“不蒸馒头蒸洋芋（荣誉）”

嘤，白讀ŋɑŋ，如“嚶嚶”（響物）。

形，白讀hɑŋ，如“形龐”（東西大）[hɑŋ phã]。 

影，白讀iɑŋ，僅保留在兒化韻中，如電影[tĩ iar]。

镜，白讀ʨiɑŋ，僅保留在兒化韻中，如俗语“瞎子戴眼鏡[ʨiar]，出門打漩漩[ɕyar]”。

- 轻唇保留重唇：官話常見的未讀mei，甫讀phu不提。思南府也還有少許輕唇音仍讀重唇，如：

費：白讀pɛɪ。如：“電腦好pɛɪ電”。

房，白讀piɑŋ。轉義為大物體的量詞。如“岩頭有弄大一piɑŋ”。

- 全濁清化送氣的特例：

①平聲不送氣：

扛，白讀kɑŋ。

喬，白讀ʨiau，形容人聰明（略有貶義）。

房，白讀piɑŋ，轉義為量詞。

？，讀ʨiəu，意為抓住。

②仄聲送氣（字數較多，只舉一些）：

地：thi

澤，擇：tshæʔ

造：tshau

技：ʨhi

驟：tshəu

族：ʨhyeʔ

截：ʨhieʔ

拔：phɑʔ

別：phieʔ

談：thã（談讀去聲）

- 支微入魚（三等字保留介音）：

圍：白讀y。見於地名“圍干朝”

喂：白讀y。如“喂豬”。

雖：白讀ɕy。

荽：白讀ɕy。

櫃：白讀ʨy，如“櫃子”。

規：白讀ʨy，如“規矩喱”[ʨy ʨy li]

- 舌根音的通攝三等保留介音：

供： ʨiuŋ。

弓：白讀ʨiuŋ，如“弓起塊背背”

龔： ʨiuŋ。

- 舌根音拼齊齒呼不顎化的特例：

鋸: 白讀ki，如“把自塊肉ki適我”

去：白讀khi（沿河北部鄉鎮）。

嗝：白讀ki（讀上聲）。

喫：白讀khi

疙：白讀kieʔ。

- 其他的一些例外字：

祛，白讀ʨhio（見於德江）

陽：白讀uɑŋ（德江扶陽故地呼扶陽為浮王）

邛：白讀ʨhy（沿河思邛故地近代記音為思渠）

## 詞彙

### 古代巴蜀方言詞
思南府地區春秋屬於巴國南鄙，戰國一度入楚，此後一直到南朝齊思南府地區大多數時間與武陵山區同屬一行政區，但從南朝梁到隋則多和巴東地區同屬一行政區，至唐朝時和渝東南一起構成黔中道的主體部份，兩宋時皆和今重慶市同屬夔州道，反映出歷史上思南府地區處於荊楚文化圈和巴蜀文化圈的交接重合之處；但因為思南府地區烏江縱貫南北，與巴東地區交通便利，而東西向與荊楚之間的交流則被高大的武陵山脈阻隔，所以方言裏面並沒有多於其他川黔派方言的荊楚特點，相對保留了更多的古代巴蜀方言詞。以下是一些例子：

| 古巴蜀語詞 | 含義         | 思南地區方言發音 | 出處             |
| 波         | 祖母（老婦） | pɒ˥˧             | 《吳船錄》       |
| 偏涷雨     | 夏日暴雨     | pʰiĩ˥ tuŋ˥ y˥˦   | 《思玄賦》李善註 |
| 百丈       | 牽船竹索     | pæʔ˨ ʦɑŋ˧˥       | 《演繁露》       |
| 胡豆       | 蠶豆         | fɯ˨˩ təu˧˥       | 《太平預覽》     |
| 䑋         | 肉肥         | niɑŋ˧˥           | 《方言》         |
| 曲鱠       | 蚯蚓         | ʨʰyʊʔ˨ ʨʰy˥      | 《方言》         |

## 語法

### 複數尾“些”
這是思南地區方言在漢語方言裏的一個獨特特徵，即獨特的複數尾“些”（[ɕi]）打破了以往語言學界對於漢語複數尾的諸多論斷，因為其不僅可以像“們”一樣加在人的後面，還可以加在甚至無生命物體的後面表示複數。

- 首先本方言的“些”和北京話的“些”用法相同，可以用作表示不定量的量詞，如“有些東西”。

- 另外還可用作名詞複數尾：
  1. “些”用在指人的名詞後面表示複數，相當於北京話的“們”。如：鬼崽崽些讀書點兒都不得行。
  2. “些”用在其他名詞（包括有生命的和無生命的）後面表示複數，北京話無對應詞彙。如：陽臺上晾起哩衣服些啷嘅還不收哦？
  3. “些”用在人稱代詞後面表示複數，相當於北京話的“們”。如：你由得他些不嘛？他些要買月亮。
  4. “些”甚至還可以用在一些非名詞的俗語後面表示其名詞化之後的複數。如：砍腦殼些不聽話，要着報應。
- 當名詞前有具體數量詞修飾時，不能再後綴“些”字。如“三本書些”的說法是錯誤的。